# Антонио Бандерас
Хосе Антонио Домингез Бандера (шп. José Antonio Domínguez Banderas; Малага, 10. август 1960), шпански је филмски глумац. Добитник је бројних награда, међу којима су Канска награда и Гоја, а такође је био номинован за Оскара, Еми за програм у ударном термину, Златни глобус и награду Тони.
Започео је своју глумачку каријеру током 80-их година у Шпанији. Са 19 година преселио се у Мадрид и постао глумац Шпанског националног позоришта. Истакао се глумећи у холивудским филмовима као што су: Атентатори, Интервју са вампиром, Десперадо, Филаделфија и Маска Зороа. Прославио се 1980-их година глумећи у филмовима редитеља Педра Алмодовара. Поседује властиту линију парфема и управља шпанском компанијом Puig која се бави модом и парфемима.

## Биографија
Бандерас је рођен 10. августа 1960. године у Малаги (Андалузија, (Шпанија), од оца Хосеа Домингеса (шп. José Domínguez) који је радио као полицајац, и мајке Ане Бандерас (шп. Ana Banderas) која је била учитељица. Његова прва страст био је фудбал. Сањао је о томе да постане професионални фудбалер, али после пеха, када је сломио ногу, потпуно се окренуо глуми. Већ са четрнаест година глумио је у малој позоришној кући у Малаги. Похађао је и школу драмских уметности у Малаги. Са деветнаест година преселио се у Мадрид и постао глумац Шпанског националног позоришта.
Године 1982. започео је серију важнијих улога у шпанским филмовима. Био је омиљени глумац шпанског режисера Педра Алмодовара (шп. Pedro Almodóvar). Кључну улогу је остварио као Рики у филму Вежи ме! (шп. Átame!) 1990. године, где му је партнерка била Викторија Абрил (шп. Victoria Abril). Након тога преселио се у САД и почео да глуми у америчким филмовима као што су: Краљеви мамба (шп. The Mambo Kings), Филаделфија (енгл. Philadelphia), Интервју са вампиром (енгл. Interview with the Vampire), Десперадо (шп. Desperado), Атентатори (енгл. Assassins) и многим другим.
Његов амерички деби био је филм Краљеви мамба, снимљен 1992. године. У ово време он није знао енглески језик, па су му текстови за дијалоге преношени бежичним слушалицама. У Америци је често поређен са Рудолфом Валентином, због атрактивног физичког изгледа и тврдог акцента.
У Холивуду је постао један од најпопуларнијих глумаца. Имао је улоге у веома познатим филмовима: Интервју са вампиром, Филаделфија, Маска Зороа, Евита, Тринаести ратник... Пртнери у филмовима била су му веома звучна имена попут Мадоне, Тома Хенкса, Бреда Пита, Тома Круза, Ентони Хопкинса. Бандерас се опробао и у режисерском послу филмом Луди у Алабами.
На Канском филмском фестивалу 2019. oсвојио је награду за најбољег глумца за филмски Бол и слава (Dolor y Gloria).

## Приватни живот
Бандерас је оженио своју прву жену, Ану Лесу (шп. Ana Leza), 27. јула 1987. године. Развели су се у мају 1995. године када је он започео своју везу са глумицом Мелани Грифит (енгл. Melanie Griffith) на снимању филма Двоје сувишних (енгл. Two much). Бандерас и Ана Леза су се развели у априлу 1996. године, а месец дана касније, у мају, оженио је Мелани када је у тајности одржана приватна церемонија у Лондону. Они имају ћерку, Стелу Бандерас (енгл. Stella Banderas) која се појавила на филму заједно са Мелани у Бандерасовом режисерском првенцу, Лудило у Алабами.
Посвећеност овог пара према филантропији добила је своје признање 2002. године када им је уручена награда Stella Adler Angel Award за њихов снажан хуманитарни рад.
Мелани има тетоважу Бандерасовог имена уцртану у срце које се налази на њеном десном рамену.
Бандерас се 1996. године, појавио заједно са другим иконама шпанске културе у споту који је настао као подршка шпанској социјалистичкој странци. За време главних избора он је, 2013. године упутио позив Европи и САД да следе пример Уга Чавеса (шп. Hugo Chávez) у Венецуели и да национализују велике корпорације што је видео као решење за светску економску кризу. Он је одувек подржавао фудбалски клуб Малага.
Бандерас је на челу римске католичке религијске заједнице у Малаги и одлази, са својом супругом и ћерком, за време Свете недеље (шп. Semana Santa), да учествује у процесијама, иако је у једном интервјуу за часопис Пипл (енгл. People) Бандерас себе описао као анагностика.
Он је у мају 2010. године, од Универзитета у Малаги, добио докторску диплому, у граду у коме је рођен.

## Филмографија
| Улоге Антонија Бандераса |                                            |               |                        |                   |
| Година                   | Српски назив                               | Изворни назив | Улога                  | Напомена          |
| 1982.                    |                                            |               |                        |                   |
| 1982.                    | Лавиринт страсти                           |               |                        |                   |
| 1983.                    |                                            | (1983)        |                        |                   |
| 1984.                    |                                            |               |                        |                   |
| 1984.                    |                                            |               |                        |                   |
| 1984.                    |                                            |               |                        |                   |
| 1985.                    |                                            |               |                        |                   |
| 1985.                    |                                            |               |                        |                   |
| 1985.                    | Затворен случај                            |               |                        |                   |
| 1986.                    | Матадор                                    |               |                        |                   |
| 1986.                    |                                            |               |                        |                   |
| 1986.                    |                                            |               |                        |                   |
| 1986.                    |                                            |               |                        |                   |
| 1987.                    |                                            |               |                        |                   |
| 1987.                    |                                            |               |                        |                   |
| 1988.                    | Жене на ивици нервног слома                |               |                        |                   |
| 1988.                    |                                            |               |                        |                   |
| 1988.                    | Батон Руж                                  |               |                        |                   |
| 1989.                    |                                            |               |                        |                   |
| 1989.                    |                                            |               |                        |                   |
| 1989.                    |                                            |               |                        |                   |
| 1989.                    |                                            |               |                        |                   |
| 1990.                    | Вежи ме!                                   |               |                        |                   |
| 1990.                    | Против ветра                               |               |                        |                   |
| 1991.                    |                                            |               |                        |                   |
| 1992.                    |                                            |               |                        |                   |
| 1992.                    | Краљеви мамба                              |               |                        |                   |
| 1993.                    |                                            |               |                        |                   |
| 1993.                    | Кућа чудних душа                           |               |                        |                   |
| 1993.                    | Филаделфија                                |               |                        |                   |
| 1994.                    | О љубави и сенкама                         |               |                        |                   |
| 1994.                    | Интервју са вампиром                       |               |                        |                   |
| 1995.                    | Десперадо                                  |               |                        |                   |
| 1995.                    | Четири собе                                |               |                        |                   |
| 1995.                    | Атентатори                                 |               |                        |                   |
| 1995.                    | Никад не причај са странцем                |               |                        |                   |
| 1995.                    | Двоје сувишних                             |               |                        |                   |
| 1995.                    | Рапсодија у Мајамију                       |               |                        |                   |
| 1996.                    | Евита                                      |               | Че Гевара              |                   |
| 1998.                    | Маска Зороа                                |               |                        |                   |
| 1998.                    |                                            |               |                        | документарни филм |
| 1999.                    | Тринаести ратник                           |               | Ахмед ибн Фадлан       |                   |
| 1999.                    | Скитница                                   |               |                        |                   |
| 1999.                    | Удри до кости                              |               |                        |                   |
| 2001.                    | Потрага                                    |               |                        |                   |
| 2001.                    | Деца шпијуни                               |               |                        |                   |
| 2001.                    | Први грех                                  |               |                        |                   |
| 2002.                    | Фатална жена                               |               |                        |                   |
| 2002.                    | Деца шпијуни 2                             |               |                        |                   |
| 2002.                    |                                            |               |                        | документарни филм |
| 2002.                    | Фрида                                      |               |                        |                   |
| 2002.                    | Балистик                                   |               |                        |                   |
| 2003.                    | Деца шпијуни 3-Д                           |               |                        |                   |
| 2003.                    | Било једном у Мексику                      |               |                        |                   |
| 2003.                    | Замишљајући Аргентину                      |               |                        |                   |
| 2003.                    | Кад Панчо Виља глуми самог себе            |               |                        |                   |
| 2004.                    | Шрек 2                                     |               | Мачак у чизмама (глас) |                   |
| 2005.                    | Легенда о Зороу                            |               |                        |                   |
| 2006.                    | Ухвати корак                               |               | Pierre Dulaine         |                   |
| 2007.                    | Град на граници                            |               | Díaz                   |                   |
| 2007.                    | Шрек 3                                     |               | Мачак у чизмама (глас) |                   |
| 2008.                    | Други човек                                |               | Ралф                   |                   |
| 2008.                    | Нови дечко моје мајке                      |               | Tommy                  |                   |
| 2009.                    | Присни пријатељи                           |               | Gabriel                |                   |
| 2010.                    | Шрек срећан заувек                         |               | Мачак у чизмама (глас) |                   |
| 2010.                    | Велики прасак                              |               | Ned Cruz               |                   |
| 2010.                    | Упознаћеш високог, тамнопутог странца      |               |                        |                   |
| 2011.                    | Кожа у којој живим                         |               |                        |                   |
| 2011.                    | Црно злато                                 |               |                        |                   |
| 2011.                    | Издаја                                     |               | Родриго                |                   |
| 2011.                    | Мачак у чизмама                            |               | Мачак у чизмама (глас) |                   |
| 2012.                    | Руби Спаркс                                |               | Морт                   |                   |
| 2013.                    | Путници љубавници                          |               | Леон                   |                   |
| 2013.                    | Џастин и храбри витезови                   |               | глас                   |                   |
| 2013.                    | Мачета убија                               |               |                        |                   |
| 2013.                    | Плаћеници 3                                |               | Галго                  |                   |
| 2013.                    |                                            |               | Jacq Vaucan            |                   |
| 2015.                    | Сунђер Боб Коцкалоне филм: Сунђер на сувом |               | Маснобради             |                   |
| 2019.                    | Бол и слава                                |               | Салвадор               |                   |
| 2021.                    | Телохранитељ мафијашеве жене               |               | Аристотел Пападопулос  |                   |
| 2022.                    | Uncharted                                  |               | Монкада                |                   |
| 2022.                    | Мачак у чизмама: Последња жеља             |               | Мачак у чизмама (глас) |                   |
| 2023.                    | Индијана Џоунс и артефакт судбине          |               | Реналдо                |                   |
| 2024.                    | Пожуда                                     |               | Џејкоб Матис           |                   |
| 2027.                    | Шрек 5                                     |               | Мачак у чизмама (глас) |                   |

## Глумци и глумице са којима је сарађивао
- Том Хенкс (Филаделфија)
- Дензел Вошингтон (Филаделфија)
- Бред Пит (Интервју са вампиром)
- Том Круз (Интервју са вампиром)
- Салма Хајек (Десперадо, Фрида, Било једном у Мексику)
- Силвестер Сталоне (Атентатори, Плаћеници 3)
- Кетрин Зита-Џоунс (Маска Зороа, Легенда о Зороу)
- Анџелина Џоли (Први грех)
- Викторија Абрил (Вежи ме)
- Џенифер Лопез (Град на граници)
- Мег Рајан (Нови дечко моје мајке)
- Морган Фримен (Присни пријатељи)
- Раде Шербеџија (Присни пријатељи)
- Ентони Хопкинс (Упознаћеш високог, црног мушкарца)
- Пенелопе Круз (Случајни љубавници)
- Џејсон Стејтам (Плаћеници 3)
- Харисон Форд (Плаћеници 3)
- Арнолд Шварценегер (Плаћеници 3)
- Мел Гибсон (Плаћеници 3)